# 驮隆口岸
驮隆口岸，是位于越南高平省复和县的一个边境口岸。该口岸地处越南国道3号的终点，与中华人民共和国广西龙州县水口口岸隔河相望。广西·龙州中越水口—驮隆商品展销会自2013年开始每年举办一届，分别在中国广西崇左市龙州县和越南高平省复和县轮流举办。龙州县亦与复和县于2013年正式建立国际友好县关系。2016年11月30日，驮隆竹林寺在该地区落成。